# Torres Novas
Torres Novas là một huyện thuộc tỉnh Santarém, Bồ Đào Nha. Huyện này có diện tích 269 km², dân số thời điểm năm 2001 là 36908 người.